# Котлик (Курганская область)
Котлик — деревня в Шумихинском районе Курганской области России. Входит в состав Большевистского сельсовета.

## География
Деревня находится на западе Курганской области, в лесостепной зоне, на берегах озера Котлик, при автодороге 37А-0008, на расстоянии примерно 26 километров (по прямой) к северу от Шумихи, административного центра района. Абсолютная высота — 153 метра над уровнем моря.
Климат
Климат характеризуется как континентальный с холодной малоснежной зимой и коротким тёплым летом. Средняя температура воздуха самого тёплого месяца (июля) составляет 18,5 °C (абсолютный максимум — 39 °C); самого холодного (января) — −16,8 °C (абсолютный минимум — −48 °C). Среднегодовое количество атмосферных осадков составляет 429 мм, из которых 323 мм выпадает в тёплый период.

## История
До 1917 года входила в состав Карачельской волости Челябинского уезда Оренбургской губернии. По данным на 1926 год село Котлик состояло 200 хозяйств. В административном отношении являлось центром Котликского сельсовета Шумихинского района Челябинского округа Уральской области.

## Население
| 1989 | 2002 | 2010 |
| ---- | ---- | ---- |
| 202  | ↘196 | ↘136 |

По данным переписи 1926 года в селе проживало 1046 человек (475 мужчин и 571 женщина), в том числе: русские составляли 100 % населения.
Гендерный состав
По данным Всероссийской переписи населения 2010 года в гендерной структуре населения мужчины составляли 41,9 %, женщины — соответственно 58,1 %.
Национальный состав
Согласно результатам Всероссийской переписи населения 2002 года, в национальной структуре населения русские составляли 97 % из 196 чел.